# Pyheensiltaskedet
Pyheensiltaskedet är den kamkeramiska kulturens yngsta skede i Finland. 
Skedet uppkallat efter Pyheensilta boplats i Virmo i Egentliga Finland, där utgrävningar utfördes 1938–1939, 1959–1960 och 1978–1979. Karakteristiskt för skedet är en dåligt bränd och sparsamt ornerad keramik av kamkeramisk karaktär, i vilken man också kan spåra inflytanden från såväl båtyxekulturen som den gropkeramiska kulturen.
Pyheensiltakeramiken saknar gropar. Beståndet av stenföremål är mångsidigt och rikligt och utgörs av småmejslar, revsänken, prydnadshängen och framförallt av långa smäckra pilspetsar av så kallad Pyheensiltatyp, samtliga i huvudsak tillverkade av skiffer. Antalet kända boplatser är inte stort och de som undersökts, bland andra Lyytikänharju och Hiitteenharju i Harjavalta, har legat vid åmynningar. Fyndmaterialet och boplatsernas läge visar, att befolkningen under Pyheensiltaskedet representerat en välutvecklad och tekniskt sett fulländad fångstkultur. Motsvarigheter till fynden från Pyheensilta finns i Estland och Lettland. 